# Agawam Diner
Das Agawam Diner ist ein 1954 gebautes Diner in Rowley, Massachusetts. Es befindet sich an der Kreuzung des U.S. Highway 1 mit der Route 133 und wurde am 22. September 1999 im Rahmen der Multiple Property Submission Diners of Massachusetts MPS als Baudenkmal in das National Register of Historic Places aufgenommen. Das Diner ist seit seiner Gründung im Besitz der Familie Galanis und wird als Familienunternehmen betrieben.

## Geschichte
Das erste Agawam Diner eröffnete die Familie Galanis 1940 in Ipswich. Aufgrund des zunehmenden Erfolgs kauften sie 1947 ein zweites Diner, der Standort Rowley wurde eröffnet. Die ersten beiden Diner stammten von der Worcester Lunch Car Company. Im Jahr 1954 kaufte die Familie zwei Diner der Fodero Dining Car Company, von denen eines in Peabody, ebenfalls am U.S. Highway 1 gelegen, eröffnet wurde. Das andere ersetzte das alte Diner in Rowley und steht seitdem an der Ecke U.S. Highway 1/Route 133. In den 1960er und 1970er Jahren wurden die Standorte Ipswich und Peabody verkauft, nur das Agawam Diner in Rowley blieb erhalten.

## Sonstiges
Der Name Agawam bezieht sich auf das Volk der Agawam, ein ehemaliges indigenes Volk in Neuengland.
In der Episode Best Diners der 2. Staffel der Sendereihe Top 5 Restaurants wählte der US-amerikanische Fernsehsender Food Network die „Top 5 Diner Dishes in America“. Dabei belegte der „Chicken Pot Pie“ des Agawam Diners den zweiten Platz.